# Friday (pesma Rebeke Blek)
Friday je pesma američke pevačice Rebeke Blek, koju je napisao i producirao Clarence Jey i Patrice Wilson. Objavljen je kao singl 10. februara 2011, a zatim je premijerno prikazan na iTunesu 14. marta 2011, od strane Ark Music Factory kao Rebekin debi singl. Video spot za pesmu postao je virtuelni hit na Jutjubu, prvenstveno zbog kritika uperenih na pesmu koja sadrži priproste reči, Auto-Tune, koji je dodat Rebekinom glasu, kao i sadržaj videa.
Od 16. juna 2011, video, koji je sada uklonjen s Jutjuba, kršeći autorskih prava, imao je više od 167 miliona pregleda, i imao je više od 3,1 miliona dislajkova (87% ukupne ocene) korisnika Jutjuba. Komentari na video su uglavnom negativni, pa je ova pesma dobila naziv kao i najgora pesma svih vremena. Budući da je rast popularnosti pesme i videa bio ogroman, došlo je i do brojnih parodija videa i remiksa. Forbs navodi da popularnost pesme je još jedan znak moći društvenih medija — posebno Tvitera, Fejsbuka i Tamblera, u ovom slučaju za mogućnost stvaranja senzacije preko noći.

## Pozicije singla
| Friday                 | Pozicija |
| ---------------------- | -------- |
| SAD                    | 58       |
| Australija             | 40       |
| Kanada                 | 61       |
| Irska                  | 46       |
| Novi Zeland            | 33       |
| Ujedinjeno Kraljevstvo | 60       |